# Tsutomu Nihei

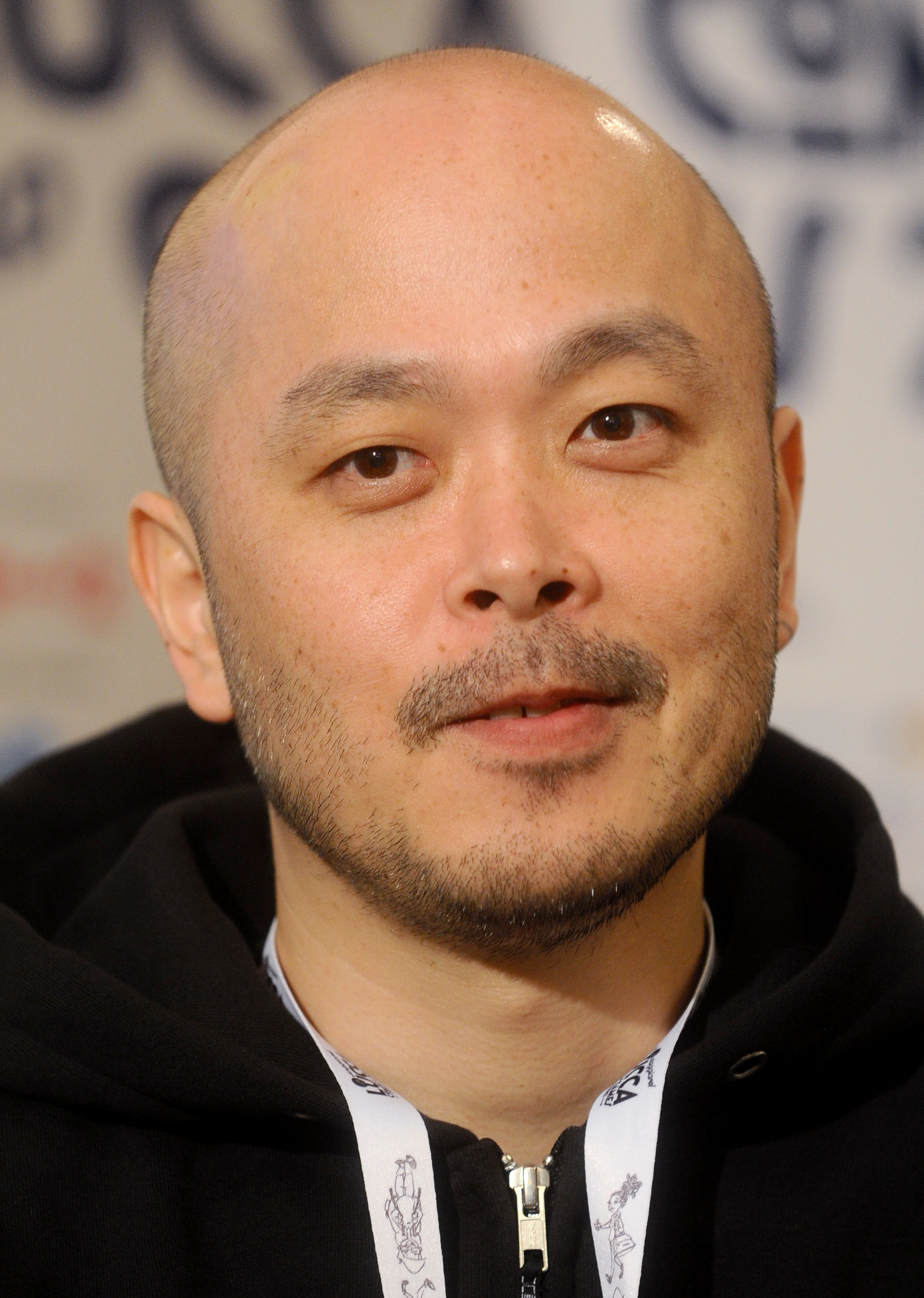
Tsutomu Nihei - Lucca Comics & Games 2015

Tsutomu Nihei (弐瓶 勉, Nihei Tsutomu) (Koriyama, 26 februari 1971) is een Japans manga-tekenaar. Nihei studeerde architectuur en werkte daarna als assistent bij de mangaka Tsutomu Takahashi. Zijn debuut als tekenaar maakte hij in 1995 in het Manga-tijdschrift Afternoon met BLAME. Uitgeverij Marvel Comics benaderde hem in 2003 met het verzoek een comic te tekenen over Wolverine. Interview 28e Angoulême Festival door Kappa Magazine translated (Italiaans) 2001 , Interview Japan Expo (Frans) 2002  Interview Bonenkai convention mangasZene Duitsland (Duits) 2003  Interview Lucca con (Italiaans) 2015  Nihei was te gast op het San Diego Comic-Con International 2016 , Hij was ook op het 46e Internationaal stripfestival van Angoulême in 2019 

## Werken
- BLAME, 1995 (het laatste hoofdstuk van NOiSE)
- Blame!, 1997–2003
- Megalomania, 2000 Collection of Buildings
- Negative Corridor, 2000 (Blame! Gakuen! and so on... en Akai Kiba)
- NOiSE, 2000–2001
- Bitch's life, 2001 (Artbook)
- Sabrina, 2002 (Akai Kiba vol. 1)
- Idaho, 2002 (Akai Kiba vol. 2)
- Dead Heads, 2002
- Blame! and so on..., 2003 (Artbook)
- Wolverine Snikt!, 2003
- Blame! Academy, 2004 (Blame! Gakuen! and so on...)
- Pump (Blame! Gakuen! and so on..., Akai Kiba vol. 5)
- Numa no Kami (Blame! Gakuen! and so on..., Akai Kiba vol. 3)
- Biomega, 2004 - 2009
- Zeb-Noid, 2004 (Blame! Gakuen! and so on...)
- Net Sphere Engineer (NSE), 2004 (Blame! Gakuen! and so on...)
- Digimortal, 2005
- Abara, 2005
- Akai Kiba, anthologies 2002 - 2014
- Package (Blame! Gakuen! and so on..., Akai Kiba)
- Bibibibi, 2006 (Akai Kiba vol. 6)
- Breaking Quarantine, 2006 (Halo Graphic Novel)
- Blame! Academy 2, 2007 (Blame! Gakuen! and so on...)
- Winged Armor Suzumega (Blame! Gakuen! and so on...)
- Blame! Academy 3, 2008 (Blame! Gakuen! and so on...)
- (Geen titel), 3 paginas en nooit afgemaakt, 2011 (Gundam Ace)
- Knights of Sidonia: The Fourth Gauna Defense War (2014): One-shot spin-off van Knights of Sidonia.
- Knights of Sidonia, 2009 - 2015
- Knights of Sidonia, Tsumugi, is verslaafd aan "Blam!", 2015 Blu-ray booklet en in (Blame! Gakuen! and so on... master edition)
- Ningyō no Kuni, 2016: One-shot
- BLAME! Fortress of Silicon Creatures, 2017
- Aposimz, 2017 - 2021
- Oyukiumi no Kaina, 2022
- Tower Dungeon, 2023

## Anime
- Blame! ver.0.11 Salvaged disc by Cibo, 2003
- Blame! Prologue, 2007
- Knights of Sidonia, season 1 2014, season 2 2015
- Knights of Sidonia the movie, 2015 recap
- Blame! The Ancient Terminal City long PV, 2015 Extra on knights of Sidonia op de Japanse blu-rayset
- Blame! Movie, 2017
- Knights of Sidonia: Love woven in the stars, 2021
- Ooyukiumi no Kaina, 2023
- Ooyukiumi no Kaina: Star Sage, 2023